# Rudolf Karasek

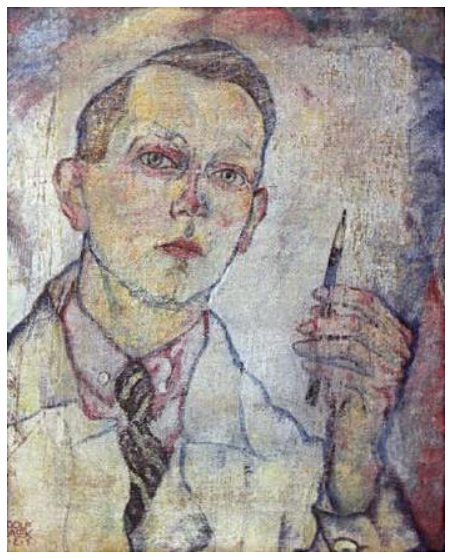
Rudolf Karasek – Selbstporträt (1921)

Rudolf Karasek (* 11. März 1895 in Schlag bei Gablonz an der Neiße, Bezirk Gablonz an der Neiße, Österreich-Ungarn; † 19. Januar 1986 in Lauterbach (Hessen)) war ein deutsch-böhmischer Maler, Grafiker, Illustrator und Bühnenbildner.

## Leben und Wirken
Rudolf Karasek wurde als Sohn des Exportkaufmanns Heinrich Karasek (* 1867) und dessen Ehefrau Julia Feix in der kleinen Isergebirgsgemeinde Schlag (heute Jablonecké Paseky, ein Ortsteil von Jablonec nad Nisou) geboren. Er besuchte die Realschule in Reichenberg, folgte dann aber dem Wunsch der Eltern und erlernte in der graphischen Anstalt seines Onkels Karl Karasek das  Druckerhandwerk.
Bei seiner Tätigkeit sah er verschiedene Reproduktionen von Gemälden, u. a. auch die  Isergebirgsbilder des Landschaftsmalers Wenzel Franz Jäger (1861–1928). Dies erweckte in ihm den Wunsch, selbst Maler zu werden, und er begann ein Studium an der Kunstgewerbeschule in Gablonz. Anschließend besuchte er die Akademie der Bildenden Künste Prag, wo er von 1913 bis 1916 bei Vlaho Bukovac (1855–1922), Josef Loukota (1879–1967) und Franz Thiele (1868–1945) studierte. Sein besonderes Interesse galt der Landschaftsmalerei. Daneben befasste er sich auch mit graphischen Techniken, insbesondere der Radierung und dem Holzschnitt. Das Studium wurde durch seine Einberufung im  Ersten Weltkrieg unterbrochen, aus dem er traumatisiert zurückkehrte. Seine frühen Arbeiten sind vom Expressionismus und von den Porträts Oskar Kokoschkas beeinflusst.
Karasek war Mitglied des Metznerbunds (Zweigstelle Gablonz). Mit Alfred Kunft, Hans Thuma und  Erwin Müller zählte er zu den Gründern der Künstlergemeinschaft  Oktobergruppe in Reichenberg, einer Abspaltung vom Metznerbund. Ende der 1920er Jahre war er Mitarbeiter bei der Zeitschrift Witiko.
Zu Beginn der 1920er Jahre widmete sich Karasek den verschiedenen Gattungen der Malerei: Porträt,  Figurenmalerei, Stillleben und Landschaftsmalerei. Er war regelmäßig auf Ausstellungen vertreten, dabei stießen seine Bilder bei den Kunstfreunden auf großes Interesse. Ab Mitte der 1920er Jahre verlagerte sich der Schwerpunkt seiner Arbeit von Figurenbildern zur Landschaftsmalerei. Die Natur seiner Heimatregion wurde zu seiner wichtigsten Inspirationsquelle. Das Hauptthema seiner Arbeiten ist die nordböhmische Landschaft, insbesondere das Isergebirge, aber auch Motive aus Elbogen, Eger und dem Erzgebirge.
Er wird daher auch als Nachfolger des Landschaftsmalers Wenzel Franz Jäger bezeichnet.
Zu nordböhmischen Landschaften schuf er außerdem zwei Graphikzyklen (von je sechs Bildern), Isergebirge (1923) und Unsere Heimat (1926). Durch die Verwendung von saugfähigem Papier schuf er Bilder mit weichen Übergängen und erweiterte dadurch die Ausdrucksmöglichkeiten der Holzschnitte in Richtung der Malerei.
In Karaseks Landschaftsbildern (vorwiegend Winterlandschaften) erkennt Frank Matzke die „Einsamkeit als den seelischen Grundzug“.
In den 1930er Jahren widmete sich Karasek der angewandten Kunst (z. B. Plakatentwürfe, Theaterkulissen) und arbeitete auch als Bühnenbildner, zunächst bei der „Sudetenbühne“ in Reichenberg (Wanderbühne) und danach unter dem Intendanten  Walter Heidrich ab 1937 bei der „Landesbühne Sachsen“ in Dresden, Görlitzer Straße 6.
Im Jahr 1943 erhielt Karasek für sein Gemälde Blühendes Isergebirge den Franz-Metzner-Preis.
Nach der Vertreibung aus der wiedergegründeten Tschechoslowakei gelangte er nach  Oberhessen. Hier inspirierte ihn besonders die Landschaft der Rhön. Aber der Verlust seiner Heimat im Isergebirge war so tiefgreifend, dass die Bilder in der neuen Heimat nicht mehr das Niveau der Vorkriegszeit erreichten. Er konzentrierte sich zunehmend auf Stillleben,  Landschafts- und Porträtmalerei. In seinen späten Jahren wandte er sich auch der abstrakten Malerei zu.

## Werke (Auswahl)
- Herbstwald[8]
- Unterm Wetterstein[8]
- Sonnenuntergang, 1920[8]
- Abend unter dem Jeschken[8]
- Berglandschaft, 1920[8]
- Wolkenbruch, 1920, Öl auf Leinwand, Nationalgalerie Prag[4]
- Landschaft, 1920er Jahre, Öl auf Leinwand[4]
- Kreuz im Isergebirge, 1920er Jahre, Öl auf Sperrholz, Regionalgalerie Liberec[9]
- Schneekoppe mit Schlesienhaus und Riesenbaude, Öl auf Leinwand[10]
- Untergehende Sonne – Verschneites Dorf im Riesengebirge, Öl auf Leinwand[11]
- Herbstliche Landschaft, Öl auf Karton[11]
- Pfalz im Rhein, Öl auf Leinwand[11]
- Selbstporträt, 1921, Öl auf Leinwand[12][13]
- Winterlandschaft, Öl auf Holz[13]
- Abschied, 1922, Holzschnitt, Regionalgalerie Liberec[14]
- Vollmondnacht, 1922, Öl auf Leinwand, Glas- und Bijouterie-Museum Jablonec nad Nisou[15]
- Junge, 1923, Öl auf Leinwand, Glas- und Bijouterie-Museum Jablonec nad Nisou[16]
- Mädchen, 1923 (verschollen)[16]
- Isergebirgsbäuerin, vor 1927[17]
- Elbogen, vor 1928[18]
- Trockene Blumen, 1928, Öl auf Leinwand, Nationalgalerie Prag[19]
- Winter, Öl auf Leinwand, Bezirksarchiv Liberec[20]
- Frühling im Isergebirge, 1930er Jahre, Öl auf Leinwand, Regionalgalerie Liberec[21]
- Isergebirgswinterlandschaft, 1930er Jahre, Öl auf Leinwand[8][5]
- Auf dem Wachtküppel in der Rhön, Öl auf Leinwand[22]
- Entwürfe der Farbglasfenster in der Friedlandstube in Hünfeld[23]

## Ausstellungen (Auswahl)
- 1922 und 1923: Ausstellung der Oktobergruppe in Reichenberg[1]
- 1924: Metznerbund-Ausstellung in Aussig[16]
- 1927: Ausstellung der Oktobergruppe im Gebäude der tschechischen  Verein bildender Künstler Mánes (SVU Mánes) in Prag[1]
- 1928: Tschechoslowakische Bildende Kunst 1918–1928 in Brünn[1]
- 1930 und 1931: Internationale Kunstausstellung in Karlsbad[24]
- 1931: Sudetendeutsche Kunstausstellung in Nürnberg[25]
- 1938: Sudetendeutsche Kunstausstellung in Breslau
- 1992: Graphisches Schaffen der deutschen Künstler in Böhmen 1890–1938 in Karlsbad[1]
- 2017: Metznerbund-Ausstellung in Liberec[1]